# Derby (Vermont)
Derby es un pueblo ubicado en el condado de Orleans en el estado estadounidense de Vermont. En el año 2010 tenía una población de 4621 habitantes y una densidad poblacional de 30.9 personas por km².

## Geografía
Derby se encuentra ubicado en las coordenadas 44°57′50″N 72°8′1″O / 44.96389, -72.13361.

## Demografía
Según la Oficina del Censo en 2000 los ingresos medios por hogar en la localidad eran de $35,313 y los ingresos medios por familia eran $39,688. Los hombres tenían unos ingresos medios de $31,120 frente a los $21,940 para las mujeres. La renta per cápita para la localidad era de $17,192. Alrededor del 10.2% de la población estaban por debajo del umbral de pobreza.